# Cykl Inkwizytorski
Cykl Inkwizytorski – cykl opowiadań i powieści Jacka Piekary o przygodach inkwizytora Mordimera Madderdina wydanych przez Fabrykę Słów, osadzony w alternatywnej wersji naszego świata, w którym Jezus Chrystus zstąpił z krzyża, ukarał swoich prześladowców i tych, którzy w niego nie uwierzyli.

## Tomy cyklu
- Sługa Boży, Fabryka Słów, Lublin, czerwiec 2003, wydanie drugie uzupełnione 10 listopada 2006, wydanie trzecie 22 maja 2009, wydanie czwarte 13 lutego 2015.
  - Czarne płaszcze tańczą (tylko wyd. uzupełnione)
  - Sługa Boży
  - Szkarłat i śnieg
  - Siewcy grozy
  - Owce i wilki
  - W oczach Boga (również w miesięczniku Science Fiction, nr 10 (10) 2001)
- Młot na czarownice, Fabryka Słów, Lublin, grudzień 2003, wydanie drugie 25 stycznia 2007, wydanie trzecie 15 maja 2009
  - Ogrody pamięci (również w miesięczniku Fantasy nr 7/'03 (11), Bauer, grudzień 2003)
  - Młot na czarownice
  - Mroczny krąg
  - Wąż i gołębica
  - Żar serca
- Miecz Aniołów, Fabryka Słów, Lublin, listopad 2004, wydanie drugie 15 czerwca 2007, wydanie trzecie 17 lipca 2009
  - Głupcy idą do nieba
  - Kości i zwłoki (również w antologii Małodobry, Lublin, Fabryka Słów, listopad 2004)
  - Sierotki (również w antologii Demony, Lublin, Fabryka Słów, marzec 2004)
  - Maskarada
  - Miecz Aniołów
- Łowcy dusz, Fabryka Słów, Lublin, 8 grudnia 2006
  - Łowcy dusz
  - Wąż i gołębica. Powrót
  - Piękna jest tylko prawda
  - Wodzowie ślepych
- Płomień i krzyż, tom 1, Fabryka Słów, Lublin, 8 sierpnia 2008
  - Piękna Katarzyna
  - Płomień i krzyż
  - Szachor Sefer
  - Drugie piętro wieży
- Ja inkwizytor. Wieże do nieba, Fabryka Słów, Lublin, 15 stycznia 2010
  - Dziewczyny Rzeźnika
  - Wieże do nieba
- Ja inkwizytor. Dotyk zła, Fabryka Słów, Lublin, 26 listopada 2010
  - Dotyk Zła
  - Mleko i miód
- Ja inkwizytor. Bicz Boży, Fabryka Słów, Lublin, 17 czerwca 2011
- Ja inkwizytor. Głód i pragnienie, Fabryka Słów, Lublin, 28 lutego 2014
  - Wiewióreczka
  - Głód i pragnienie
- Ja inkwizytor. Kościany galeon, Fabryka Słów, Lublin, 13 listopada 2015
- Płomień i krzyż, tom 2, Fabryka Słów, Lublin, 17 października 2018
  - Katarzyna
  - Katrina
  - Roksana
  - Enya
  - Matylda
  - Valeria Flavia
- Płomień i krzyż, tom 3, Fabryka Słów, 6 lutego 2019[2]
  - Klasztor
  - Nowogród
  - Kamienne Góry
  - Peczora
  - Klasztor. Powrót
- Ja, inkwizytor. Przeklęte krainy, Fabryka Słów, 16 czerwca 2019
- Ja, inkwizytor. Przeklęte kobiety, Fabryka Słów, 25 marca 2020
- Ja, inkwizytor. Przeklęte przeznaczenie, Fabryka Słów, 17 lipca 2020
- Ja, inkwizytor. Dziennik czasu zarazy, Fabryka Słów, 22 luty 2023, również jako audiobook w Audiotece.
- Płomień i krzyż, tom 4, Fabryka Słów, 14 czerwca 2023[3]
  - Wiedźmy
  - Esencja ducha i życia
  - Klasztor
  - Czarny Wiatr
- Ja, inkwizytor. Miasto Słowa Bożego, Zysk i S-ka, 1 października 2024

## Bohaterowie
- Mordimer Madderdin – Inkwizytor Jego Ekscelencji biskupa Hez-Hezronu, o niezwykłych zdolnościach i starający się za wszelką cenę dotrzeć do prawdy. Wierny wierze i oddany sprawie, o którą walczy. Oprócz standardowych umiejętności inkwizytora potrafi również widzieć umarłych i podróżować do nie-świata.
- Kostuch – towarzysz Mordimera i w pewnym sensie przyjaciel. Jest synem kupca bławatnego z Regenwalde. W cyklu pojawia się po raz pierwszy jako więzień, osadzony za zabicie siostry przełożonego rady rodzimego miasta. Mordimer ratuje go, odkrywając czarnoksięski plan brata zabitej. Fatalne warunki, w jakich przebywał Zachariasz (prawdziwe imię Kostucha) w dolnej wieży, spowodowały powstanie gnijącej rany na połowie twarzy, której oczyszczenie wymagało użycia larw much. Zachariasz poprosił inkwizytora o zgodę na towarzyszenie mu w dalszych podróżach. Otrzymał zgodę i od tego czasu ich losy zostają ze sobą splątane[4]. Okropna blizna pozostała po ranie jest przerażająca dla większości ludzi, którzy zobaczą oblicze Kostucha w pełnej krasie. Kostuch posiada niesamowitą pamięć zachowującą najdrobniejsze szczegóły wydarzeń nawet sprzed kilku lat, potrafi również odczytać emocje zawarte w pomieszczeniu dzięki czemu potrafi np. stwierdzić, czy sala była kiedyś katownią[5]. Jest też wyśmienitym szermierzem władającym szablą zdolną rozciąć inne bronie.
- Bliźniacy – dwóch braci bandytów i awanturników na służbie Mordimera. Są niscy, lecz wysportowani. Świetnie posługują się kuszą. Potrafią w magiczny sposób przekopywać się. Zdolności te różnią się u nich siłą. Obaj są nekrofilami. Zostali prawdopodobnie stworzeni przez Roksanę za pomocą magii, w celu ochrony Mordimera[6].
- Heinz Ritter – niespełniony poeta i dramaturg, który chce tworzyć sztuki wzniosłe, głębokie, a trafił do ogólnej świadomości jako komediopisarz. Jest bratankiem jednego z kochanków Pięknej Katarzyny. Jest dla Mordimera kimś w rodzaju przyjaciela.
- Arnold Löwefell – inkwizytor Wewnętrznego Kręgu, główny bohater cyklu "Płomień i Krzyż". Posiada magiczne umiejętności leczenia oraz podróży do nie-świata. W przeszłości był znany jako potężny perski czarnoksiężnik Narses, znany z ogromnej wiedzy i okrucieństwa, jednak później został pochwycony przez Inkwizytorium i na skutek wymazania pamięci i przebudowy umysłu staje się wiernym sługą chrześcijaństwa.
- Piękna Katarzyna – bogata i wpływowa mieszczanka. Jedno i drugie zawdzięcza licznym adoratorom, których przyciągała jej niezwykła uroda. Jest też potężną czarownicą, o niesamowitej żądzy posiadania Czarnej Księgi. Ściąga na siebie uwagę Inkwizytorium, zostaje pojmana i przewieziona do klasztoru Amszilas. Matka Mordimera.
- Roksana – perska czarownica, uczennica Narsesa oraz nauczycielka Katarzyny. Jest odpowiedzialna za zaklęcie Czarnej Księgi w Mordimerze oraz stworzenie Bliźniaków.
- Gersard – biskup Hez-hezronu, przełożony Inkwizytorium i jedna z najbardziej wpływowych osób w Cesarstwie. Był kochankiem Pięknej Katarzyny, która pomogła mu usunąć niewygodnego kardynała z tego świata. Gdy ją odtrącił, ta rzuciła na niego klątwę, przez którą cierpi na ataki podagry, reumatyzm i alergię skórną. Gdy szedł ją przeprosić, zobaczył, jak wyprowadzają ją inkwizytorzy. Padł na kolana, płacząc nad swoim nieszczęściem, co zostało przez otaczających go mieszczan odebrane za płacz z powodu grzechów Katarzyny i zyskał sławę człowieka pobożnego. Jego dolegliwości stały się klątwą dla podległych mu inkwizytorów.
- Marius van Bohenwald – jeden z najbardziej wpływowych inkwizytorów Wewnętrznego Kręgu. Pomimo niepozornej aparycji otyłego kupca, jest w rzeczywistości świetnym wojownikiem.
- Katrina – członkini Wewnętrznego Kręgu o potężnych umiejętnościach magicznych. W przeszłości była aniołem, któremu zlecono pilnowanie Narsesa, jednak gdy zawiodła za karę obcięto jej skrzydła i zmuszono do przybrania ludzkiej postaci.
- Maksymilian Toffler – przebiegły inkwizytor Wewnętrznego Kręgu, pomaga Mordimerowi podczas wydarzeń "Wież do nieba".
- Teofil Doppler – mistrz inkwizytorski, który zleca zadania inkwizytorom bez przydziału w zamian za zbójecko wysoki procent zysków[7]. Posiada reputację skąpca, jednak jest sprytny i dogłębnie lojalny Świętemu Oficjum[8]. Mordimer wykonuje dla niego zlecenia przed otrzymaniem licencji Hez-Hezronu.